# Paracles multifarior
Paracles multifarior är en fjärilsart som beskrevs av Hermann Burmeister 1878. Paracles multifarior ingår i släktet Paracles och familjen björnspinnare. Inga underarter finns listade i Catalogue of Life.